# Dynastes hyllus
Dynastes hyllus es una especie de insecto coleóptero de la familia de los escarabeidos.

## Hábitat y distribución geográfica
Habita en los bosques de los sistemas montañosos y las cañadas o valles estrechos a una altitud de 330 a 2100 m s. n. m., exitiendo con mayor frecuencia entre los 1000 y 1800 m s. n. m. Se encuentra en México, Guatemala y Honduras.